# Exton (Somerset)

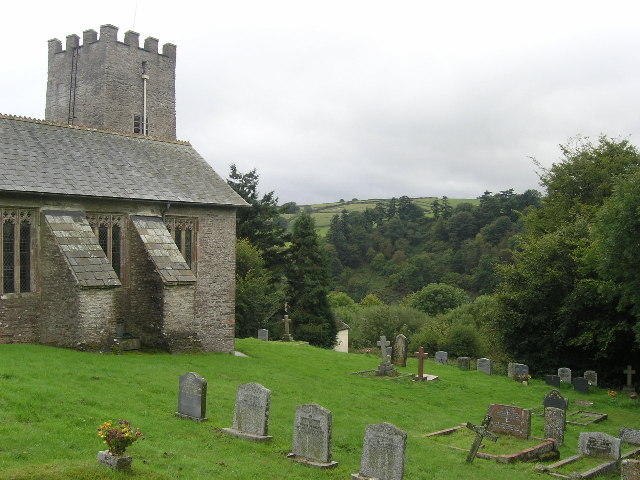
St Peter met kerkhof in Exton

Exton is een civil parish in het bestuurlijke gebied Somerset West and Taunton, in het Engelse graafschap Somerset met 243 inwoners.